# Gideälven
Le Gideälven est un fleuve du nord de la Suède. Il prend sa source au niveau des reliefs de Stöttingfjället dans la commune de Vilhelmina et après un parcours d'environ 225 km vient se jeter dans la baie d'Husum dans la commune d'Örnsköldsvik.